# Phalota binocularis
Phalota binocularis é uma espécie de cerambicídeo, endêmica da Austrália.

## Etimologia
O epíteto específico — binocularis — signifa com dois olhos, na qual é alusivo aos olhos compostos que encontram-se separados na parte lateral da cabeça e formam dois pares de olhos compostos de cada lado da cabeça.

## Biologia
Os adultos têm um comprimento que varia de 7,5 a 8,5 mm. Apresentam atividade durante o período de novembro a fevereiro. Se hospedam nas plantas de diversos gêneros da família cupressácea, tais como Callitris, Cupressus, Juniperus e Sabina.

## Taxonomia
Em 1942, a espécie foi descrita por McKeown, sob o basiônimo de Nungena binocularis. No entanto, em 2016, Ślipiński & Escalona, propuseram uma nova combinação, alocando a espécie para o gênero Phalota.

## Distribuição
A espécie é endêmica da Austrália, na qual ocorre nos estados de Queensland e Nova Gales do Sul.